# Cyber-Terrorismus
Cyber-Terrorismus ist eine spezielle Form des Terrorismus, der mit Hilfe von Cyberangriffen verübt. Es gibt sehr kontroverse Meinungen über den Cyber-Terrorismus: Von den gänzlich Überzeugten einer permanenten Bedrohung, bei der Schreckensszenarien mit Tausenden von Toten durch falsch gesteuerte Schleusentore, veränderte Zusammensetzung von Medikamenten oder gar atomare Katastrophen durch Überlisten der Sicherheitssysteme und Manipulieren der bestehenden Programme befürchtet werden, über die gelegentlichen Warner bis zu denen, die von bloßer „Panikmache“ sprechen und den Cyber-Terrorismus für irreal halten.
Die Unterscheidung zwischen unpolitischen kriminellen Aktionen und Aktivitäten mit terroristischer (also politisch- oder religiös-extremistischer) Motivation, aber auch mit nationalstaatlicher (Geheim)kriegsführung ist mitunter schwer oder gar nicht möglich. In diesem Kontext ist zwischen zwei Unterarten des Cyber-Terrorismus unterscheiden: Reiner Cyberterrorismus, der einzig mit Computern arbeitet und rein virtuelle Angriffe startet, und Terrorismus, der mit Hilfe der Computertechnik andere Attentate ermöglicht, sie unterstützt, propagiert oder auch nur nachrichtendienstlich die (elektronische) Kommunikation zwischen den einzelnen Zellen oder deren Führungskadern sicherstellt.
Während etwa der deutsche Verfassungsschutz darauf beharrt, das Internet sei das zentrale Instrument zur Propagandaverbreitung und Nachwuchsrekrutierung von Terroristen, erklärte Stephen Cummings, Chef der britischen Behörde zum Schutz Kritischer Infrastrukturen, auf einer Cyber-Security-Konferenz in London Mitte April 2008 schlicht: „Cyberterrorismus ist ein Mythos.“